# Zeče pri Bučah
Zeče pri Bučah este o localitate din comuna Kozje, Slovenia, cu o populație de 47 de locuitori.